# Болото (Курская область)
Боло́то — село в Горшеченском районе Курской области России. Входит в состав Нижнеборковского сельсовета.

## География
Село находится в восточной части Курской области, в лесостепной зоне, в пределах юго-западной части Среднерусской возвышенности, на левом берегу реки Убля, на расстоянии примерно 12 км (по прямой) к юго-востоку от посёлка городского типа Горшечное, административного центра района. Абсолютная высота — 144 м над уровнем моря.
Часовой пояс
Село Болото, как и вся Курская область, находится в часовой зоне МСК (московское время). Смещение применяемого времени относительно UTC составляет +3:00.

## Население
| 1859 | 1897 | 2002 | 2010 |
| ---- | ---- | ---- | ---- |
| 491  | ↗852 | ↘587 | ↘510 |

Гендерный состав
По данным Всероссийской переписи населения 2010 года в гендерной структуре населения мужчины составляли 44,9 %, женщины — соответственно 55,1 %.
Национальный состав
Согласно результатам переписи 2002 года, в национальной структуре населения русские составляли 91 % из 587 чел.

## Улицы
| - ул. Колхозная, - пер. Первомайский, - ул. Раздольная, - ул. Сосновая, | - ул. Степная, - ул. Строителей, - пер. Строительный, - ул. Хуторская. |